# 泰國總理府
泰國總理府（OPM）是泰國政府的中樞機關，直屬於首席國務大臣（中文通稱總理），设于政府大楼。此機關的主要權責是輔佐擔任中央政府首腦和內閣閣揆的總理來施政。

## 功能
由於負有中樞機關的責任，首相府主導著泰國中央政府的一切行政事務；最重要的是協助管理與策劃各項政策與配套措施，以輔助首相來實現他所承諾的政治義務與責任，因此首相府亦為內閣重要的辦公場所。首相須任命部長以主持並督導部會的施政方向、過程與結果，而在任命職務前，首相府方面須確認所任命者為內閣成員。於首相府辦公者包括泰國副首相。

## 組織

### 行政部門
- 總理辦公室
- 內閣辦公廳
  - 國家和解委員會
  - 皇家公報

### 直屬總理
- 國家情報局
- 預算局
- 國家安全會議秘書處
- 公務員服務委員會辦公室
- 國家經濟及社會發展委員會辦公室
- 公部門發展委員會辦公室
- 國內安全作戰部隊(Internal Security Operations Command)

### 內部部門
- 常任秘書辦公室(Office of the Permanent Secretary)
- 消費者保護委員會辦公室(Office of the Consumer Protection Board)
- 公共關係處(Public Relations Department)

### 公營機構
- MCOT Public Company Limited(Mass Communications Organization of Thailand)

### 公共組織
- 泰國皇家學會(Royal Institute of Thailand)
- 泰國研究基金(The Thailand Research Fund)
- 公共廣播服務(Thai Public Broadcasting Service；TPBS)
- 知識管理與發展辦公室(Office of Knowledge Management and Development)